# Kreis Brakel
Der Kreis Brakel war ein preußischer Kreis in Ostwestfalen, der von 1816 bis 1831 im Regierungsbezirk Minden bestand. Verwaltungssitz war Brakel. Er wurde zum 1. Januar 1832 dem Kreis Höxter angegliedert. Zuvor bestand bereits von 1803 bis 1807 der ähnlich abgegrenzte Oberwaldische Kreis im preußischen gewordenen Fürstentum Paderborn.

## Lage

Lage des Kreises Brakel im Regierungsbezirk Minden 1816–1831

Der Kreis Brakel lag im Wesentlichen östlich des Eggegebirges, westlich aber nicht unmittelbar an der Weser und südlich von Lippe. Das Gebiet lag zu großen Teilen im Oberwälder Land. Fast gänzlich vom Kreisgebiet umschlossen war die lippische Exklave Grevenhagen. Andererseits hatte der Kreis mit dem Amt Lügde auch eine Exklave nördlich des Kerngebiets. Heute liegen die ehemaligen Gebiete des Kreises im nordwestlichen Teil des Kreises Höxter im Osten Nordrhein-Westfalens bzw. im südöstlichen Ostwestfalen-Lippe. Lügde gehört dem Kreis Lippe an.

## Vorgeschichte: Der Oberwaldische Kreis
1802 besetzten preußische Truppen das Hochstift Paderborn, das 1803 durch den Reichsdeputationshauptschluss auch rechtlich an Preußen fiel. Am 10. April 1803 wurde das Gebiet des ehemaligen Hochstifts in drei Kreise nach preußischem Muster aufgeteilt, in den Unterwaldischen Kreis, den Oberwaldischen Kreis und den Warburger Kreis. Damit war die Reorganisation der Verwaltung in den neuen preußischen Westprovinzen auf den Weg gebracht. Die Kreise waren zugleich ständische Kommunalverbände und staatliche Steuer- und Polizeiverwaltungsbezirke. Leiter war ein hauptamtlicher Landrat. Der Oberwaldische Kreis umfasste den Norden des ehemaligen Oberwaldischer Distrikts, bestehend aus dem Rentamt Dringenberg (ohne die Richterei Kleinenberg und Herbram), der Gografschaft Brakel, der Richterei Nieheim, der Vogtei Driburg, den Kirchspielen Fölsen und Tietelsen, den Ämtern Steinheim und Lügde, der Stadt Bredenborn sowie den Samtämtern Oldenburg und Stoppelberg. Die Tätigkeit des Landrates Wilhelm Friedrich von Bocholtz begann am 1. Dezember 1803.
Die erste Preußenzeit dauerte nur vier Jahre. Von Oktober 1806 (nach der Doppelschlacht bei Jena und Auerstedt) bis November 1813 (nach der Völkerschlacht bei Leipzig) stand das Gebiet unter französischer Herrschaft. Bis zur Gründung des Königreichs Westphalen (1807–1813) wurde die Verwaltung des ehemals preußischen und jetzt provisorisch weiterbestehenden Kreises zunächst vom französischen Militärgouvernement in Minden (bzw. Kriegs- und Domänenkammer Minden) wahrgenommen. Nach Gründung des Königreichs Westphalen wurden neue Verwaltungsstrukturen nach französischem Muster angelegt. Das spätere Kreisgebiet gehörte nun zum Distrikt Höxter im Departement der Fulda und war in die fünf Kantone Brakel, Driburg, Lügde, Nieheim und Steinheim eingeteilt.

## Kreis Brakel
Nach Ende der Franzosenzeit gehörte das Kreisgebiet zunächst zum preußischen Zivilgouvernement zwischen Weser und Rhein und seit 1815 zum Regierungsbezirk Minden der neuen preußischen Provinz Westfalen. Der Regierungsbezirk Minden wurde zum 1. November 1816 in zwölf Kreise, darunter den Kreis Brakel, eingeteilt. Der Kreis Brakel umfasste im Wesentlichen das Gebiet der 1807 gegründeten Kantone Brakel, Driburg, Lügde, Nieheim und Steinheim, die als Verwaltungsbezirk, teilweise auch als Bürgermeisterei bezeichnet, fortbestanden. Die Gemeinden Altenbeken und Buke aus dem Kanton Driburg kamen 1816 zum Kreis Paderborn.
Durch eine Kabinettsorder wurde der Kreis Brakel mit Wirkung vom 1. Januar 1832 aufgelöst und mit dem benachbarten Kreis Höxter zusammengeschlossen.
Im Kreis Höxter lebte das Gebiet des Kreises Brakel in Form der Ämter Brakel, Driburg, Harzberg, Nieheim und Steinheim sowie der amtsfreien Städte Brakel, Driburg, Lügde, Nieheim und Steinheim fort.

## Spätere Pläne
Die Neugründung eines Kreises Brakel zum 1. Januar 1975 stand im Rahmen der Gebietsreform in Nordrhein-Westfalen Mitte der 1970er Jahre zur Diskussion. Im Gebietsänderungsvertrag zur Kreisneugliederung der beiden Kreise Warburg und Höxter wurde vereinbart, den gemeinsamen neuen Kreis als Kreis Brakel zu benennen mit Sitz in Brakel. Dieser Vertrag wurde von den Kreistagen der Kreise Höxter und Warburg angenommen. Trotzdem wurde bei der Landtagsentscheidung zum Sauerland/Paderborn-Gesetz für den Kreisnamen Kreis Höxter und den Sitz in Höxter gestimmt. Auch eine Benennung des neuen Kreises als Kreis Höxter-Warburg fand keine Zustimmung im Düsseldorfer Landtag.

## Landrat
- 1816–182900Adrian Alhard von der Borch

## Bevölkerungsentwicklung
Die folgende Übersicht zeigt die Einwohnerzahlen des Kreises Brakel. Bei den Zahlen handelt es sich um Volkszählungsergebnisse, die nach uneinheitlichen Erhebungsverfahren ermittelt wurden.
| Jahr      | 1818   | 1822   | 1825   | 1831   |
| Einwohner | 20.802 | 21.223 | 21.395 | 22.197 |